# Pterygophyllum javense
Pterygophyllum javense là một loài Rêu trong họ Hookeriaceae. Loài này được Dixon ex J. Froehl. mô tả khoa học đầu tiên năm 1953.